# La Loi du plus faible
La Loi du plus faible (titre original : The Street Lawyer) est un roman policier judiciaire de l'écrivain américain John Grisham, publié en 1998.
À la suite d'une prise d'otages qui tourne mal pour un sans-abri, un avocat décide de modifier son parcours professionnel. Au lendemain de la prise d'otages, il découvrira que des membres de son bureau sont directement responsables de l'éviction illégale du sans-abri d'un logement miteux. Tout en découvrant le monde des sans-abris de Washington, l'avocat prendra alors tous les moyens à sa disposition pour obtenir réparation.

## Résumé
Michael Brock est membre de la prestigieuse firme d'avocats Drake & Sweeney à Washington. Depuis sept ans, il travaille au rythme de 80 heures par semaine, avec pour objectif de devenir associé et ainsi gagner plusieurs millions de dollars par année.
Sa femme, lasse d'être régulièrement seule, a décidé d'entreprendre une carrière en médecine. Leur couple, qui était initialement d'amour, en est devenu un d'affaires : beau logement, belles voitures, bons revenus, pas d'enfant, etc.
Le roman démarre alors que Michael Brock et plusieurs de ses collègues sont pris en otage par un sans abri noir. Le preneur d'otages cherche à obtenir réparation pour les torts causés par la firme, laquelle a activement cherché, et obtenu, son éviction illégale d'un logement miteux.
Le sans-abri est abattu sous les yeux de Michael. Cet évènement, la prise d'otages, ainsi que les révélations du sans-abri, amèneront Michael à questionner son mode de vie. Il fera entre autres le bilan de sa vie de couple pour se rendre compte que sa femme et lui sont deux étrangers qui vivent dans le même logis, mais ne partagent rien d'autre.
Après quelques jours de questionnements et d'hésitations, Michael décide de devenir un avocat des pauvres. À Washington, cela signifie fréquenter les Noirs, les anciens combattants, les toxicomanes, les prostituées et les familles dysfonctionnelles. Pour lui, cela signifie aussi perdre un confortable revenu et un prestige social certain.
Lorsque sa femme apprend sa décision, elle décide de divorcer, ce qui laisse Michael indifférent. Il sait que son mariage est une faillite. Par ailleurs, il se joint à un petit bureau d'avocats spécialisé dans les sans-abris.
Avant de quitter définitivement Drake & Sweeney, Michael reçoit des clés qui lui permettront de mettre la main sur le dossier qui incrimine des membres de la firme dans l'éviction illégale des sans-abris. Prévoyant seulement de photocopier le dossier, il est amené à s'enfuir avec celui-ci. Pendant sa fuite, il se fera percuter par l'auto d'un trafiquant de drogues, ce qui viendra chambouler en partie ses plans.
Se doutant qu'il a volé le dossier, la firme utilise tous les moyens légaux à sa disposition pour obliger Michael à le rendre, mais celui-ci préfère le conserver pour entamer une poursuite. Malgré les perquisitions policières abusives et un passage à la prison de la ville, il tiendra tête.
Finalement, Drake & Sweeney cédera aux demandes de Michael et soutiendra celui-ci dans son œuvre d'aide aux sans-abris de Washington.
Quelques moments de la vie personnelle de Michael sont mentionnés dans le roman, telle la visite de ses parents, ainsi que quelques rares moments avec son épouse Claire. Il découvrira l'amour dans la personne de Megan, une femme qui aide les toxicomanes de sexe féminin.

## Édition française
- La Loi du plus faible,  traduction de Patrick Berthon, Paris, Éditions Robert Laffont, collection « Best-sellers », 1999